# 森山雄
森山 雄（もりやま たける、1992年7月7日 - ）は、2016年現在トップリーグサントリーサンゴリアスに所属するラグビー選手。

## プロフィール
- 富山県富山市出身。
- ポジションはロック(LO)。
- 身長 190cm、体重 105kg
- ニックネームはたける。

## 略歴
ラグビーを始めたきっかけは高校でラグビー部の顧問の先生に声をかけられたことで高校1年生からラグビーを始めた。
2011年、富山第一高校卒業後、同志社大学に入る。
2016年、同志社大学卒業後、サントリーサンゴリアスに加入。